# سیرجان رویداد
سیرجان رویداد، یک پایگاه خبری فعال در شهرستان سیرجان است که سال 1397 از سوی معاونت مطبوعاتی وزارت ارشاد به صاحب امتیازی زهره شاه بداغی مجوز گرفته است. که بیشتر اخبار مرتبط با حوزه صنعت و معدن استان کرمان را منتشر می کند

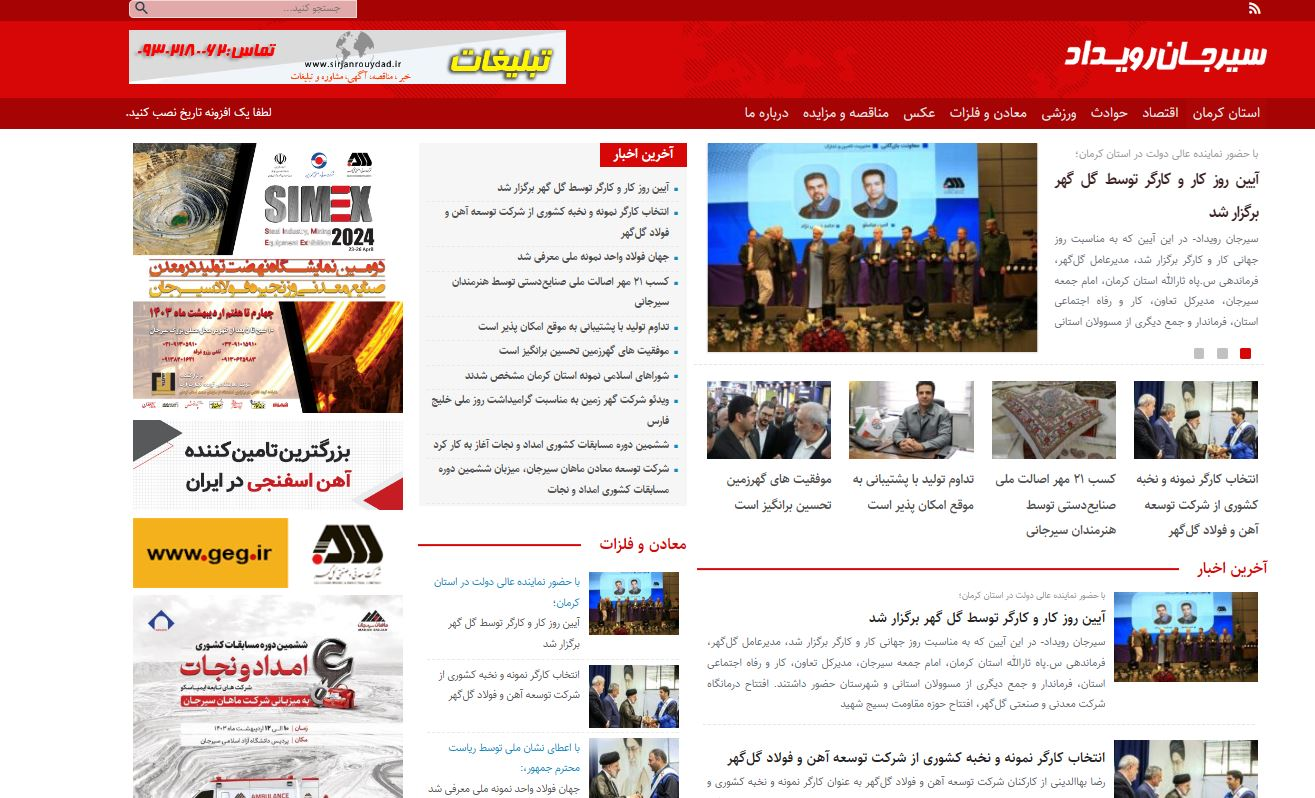

در حال حاضر سردبیر و گرداننده این رسانه بر عهده محمد امین شاه بداغی است

## داستان های قابل توجه
در سال 1399 خبرنگار این رسانه در نشست خبری محمدرضا پور ابراهیمی رئیس کمسیسیون اقتصادی مجلس ضمن انتقاد از عملکرد نمایندگان در عزل نصب ها و فشار برای انتصاب مدیران عامل شرکت های معدنی صنعتی خواستار رسیدگی جدی به وضعیت معیشت و اقتصادی مردم شد که واکنش نماینده مردم کرمان را در پی داشت.